# 西村ひろあき
西村 ひろあき （にしむら ひろあき〈本名：西村 拓紀〉、1979年 - ）は、日本のデザイナー、クリエイティブディレクター。西村拓紀デザイン株式会社（英文社名：hiroaki nishimura design inc.）代表取締役。JIDA（公益社団法人日本インダストリアルデザイン協会）会員、武蔵野美術大学非常勤講師。VIE style Inc. チーフ・デザイン・オフィサー/ Spirete株式会社 チーフ・デザイン・オフィサー/Mistletoe株式会社 クリエイティブフェロー/15th Rock Ventures Venture Partner等を歴任。国内外のデザイン関連賞を40件以上受賞。
武蔵野美術大学造形学部工芸工業デザイン学科卒。東京都生まれ。

## 略歴
1979年東京都生まれ。 2005年に武蔵野美術大学造形学部工芸工業デザイン学科を卒業。 パナソニック株式会社を経て2013年に西村拓紀デザイン株式会社を設立。ライフスタイル・テクノロジー・社会のあり方の変遷から生じる生活者のニーズを捉えたデザインを基軸に、大手企業やベンチャー企業・町工場との新規事業開発や協業プロジェクトなどを幅広く手がけている。コンセプトワークからブランディング・プロダクト・プロモーションまでを一貫した戦略の下で実行し、ビジネスをクリエーティブで加速させるデザイン事業を展開している。

## 受賞歴
Good Design Award(グッドデザイン賞)14件、iF product design award(iFデザイン賞)6件、Design Intelligence Award（中国DIA賞）3件、DFA Design for Asia Awards 2件、Red Dot Award、スマート・トイ・アワード グランプリ、キッズデザイン賞、日本文具大賞など国内外のデザイン賞を多数受賞。その他の実績にIAUD国際デザイン賞 銀賞、JIDAデザインミュージアムセレクション vol.19・vol.21・vol.23 セレクション賞 受賞、神戸ビエンナーレ_アートインコンテナ国際コンペティション2011 準グランプリ、神戸ビエンナーレ_アートインコンテナ国際コンペティション2013 入賞、The Wonder 500™ 認定（3件）。
- 2024年
  - Good Design Award 2件受賞[2][3]

- 2023年
  - Good Design Award 2件受賞[4][5]

- 2022年
  - JIDAデザインミュージアム vol.23 セレクション賞 受賞[6]
  - スマート・トイ・アワード クリエイティブプレイ部門最高賞 受賞[7]

- 2021年
  - 近畿地方発明表彰 発明奨励賞（リーフ型キートップ（特許第5674407号）） 受賞[8]

- 2020年
  - iF product design award 受賞[9]
  - Red Dot Award：Product Design 2020 受賞[10]
  - 第一回 蔦屋家電＋大賞プロダクト[11]

- 2019年
  - Good Design Award 受賞[12]
  - DFA Design for Asia Awards Silver Award 受賞[13]
  - IAUD国際デザイン賞2019 銀賞[14]
  - JIDAデザインミュージアム vol.21 セレクション賞 受賞[15]
  - CES 2019 Innovation Awards

- 2018年
  - DFA Design for Asia Awards Silver Award 受賞[13]。
  - グッドデザイン・ベスト100、グッドフォーカス賞［技術・伝承デザイン］（中小企業庁長官賞）受賞[16]
  - Good Design Award 受賞[17]
  - キッズデザイン賞 受賞[18]
  - 日本文具大賞 機能部門 優秀賞 受賞[19]
  - Design Intelligence Award Global Top100[20]
  - Design Intelligence Award Shortlisted（4件）
  - The Wonder 500™ 認定（2件）[21][22]

- 2017年
  - Good Design Award 受賞[23]
  - JIDAデザインミュージアムセレクション vol.19 セレクション賞 受賞[24]
  - Design Intelligence Award Global Top22 DIA Innovation Award 受賞[25]
  - Design Intelligence Award Global Top100 受賞[26]
  - Design Intelligence Award Shortlisted

- 2016年
  - The Wonder 500™ 認定[27]

- 2013年
  - 神戸ビエンナーレ_アートインコンテナ国際コンペティション2013 入賞
  - iF product design award 受賞/ Panasonic CF-C2/Personal Computer[28]

- 2012年
  - iF product design award 受賞[29]

- 2011年
  - 神戸ビエンナーレ_アートインコンテナ国際コンペティション2011 準グランプリ
  - Good Design Award 受賞[30]
  - iF product design award 受賞[31]

- 2010年
  - Good Design Award 受賞（3件）[32][33][34]

- 2009年
  - iF product design award 受賞[35]

- 2008年
  - Good Design Award 受賞[36]

- 2007年
  - Good Design Award 受賞[37]
  - iF product design award 受賞[38]

## 作品
- レオス・キャピタルワークス （オフィス全体デザイン プロディース、クリエーティブディレクター / 2024年）
- レオス・キャピタルワークス （オフィス家具デザイン / 2024年）
- アルケリス株式会社「stabi half」（スタンディングレスト / 2024年）
- 株式会社abien「abien BREAD GRILL」（一枚焼きトースター / 2023年）
- LOAD＆ROAD Inc.「teploティーポット プロ」（茶葉の美味しさを最大源に引き出すスマートティーポット / 2023年）
- 花岡車輌株式会社「空港用手荷物カートPC90-B」（空港用手荷物カート / 2022年）
- 花岡車輌株式会社「ソーラーパワービーコン用ケースSB-S、SB-M」（ソーラーパワービーコン用ケース / 2022年）
- LOAD＆ROAD Inc.「teplo cold brew carafe / teplo cold brew glass」（お茶専用のうすづくり水出しカラフェ・グラス / 2022年）
- アルケリス株式会社「アルケリスFX スティック」（アシストスーツ / 2022年）
- 花岡車輌株式会社「DANDYカートseries type XL」（樹脂カート / 2021年）
- アルケリス株式会社「アルケリス FX」（アシストスーツ / 2020年）
- LOAD＆ROAD Inc.「Teplo公式茶葉」（Tepro公式茶葉パッケージデザイン+ブランディング / 2020年）
- 投資信託「ひふみ」（リブランディング　クリエーティブディレクター / 2020年）
- LOAD＆ROAD Inc.「Teplo」（茶葉の美味しさを最大源に引き出すスマートティーポット / 2019年）
- YOKOHAMA MAKERS VILLAGE「IKOMONO」（横浜のものづくりを世界に発信するオールメタルのプロダクトブラン / 2019年）
- 田中貴金属ジュエリー株式会社「ギフトアイテムシリーズ」（シルバーやプラチナ箔の“用の美”を取り入れたギフトアイテム / 2019年）
- 株式会社ニットー、自治医科大学メディカルシミュレーションセンター、千葉大学フロンティア医工学センター、Stratasys「archelis」（医療用ウェアラブルチェア / 2018年）
- 株式会社JR東日本ウォータービジネス「イノベーション自販機」（acure pass対応型自販機 / 2017年）
- Gatebox Inc.「Gatebox」（バーチャルホームロボット / 2017年）
- 株式会社ICON「KUMIITA」（0歳からプログラミングに触れ合える知育玩具 / 2018年）
- VIE STYLE, Inc.「VIE SHAIR」（フルオープンエアーヘッドフォン / 2017年）
- 理化電子株式会社「zig」（江戸切子がモチーフの文様を切削した高級耳かき / 2018年）
- SCENT「SCENT」（セレンディピティ発火ウェアラブル / 2018年）
- 花岡車輌株式会社「DANDY X」（樹脂カートブランド / 2018年）
- 株式会社モールドテック、五光発條株式会社「CLIP」（きれいにめくれるクリップ / 2017年）
- 株式会社長田工業所「HADA」（“鉄の豊かな質感を愉しむ”溶接工場発の家具ブランド / 2017年）
- 株式会社オークマ工塗「SOUKI」（塗装の技術から生まれたプロダクトブランド / 2017年）
- 株式会社ヒラミヤ「BIOTRI」（空間モジュールブランド / 2017年）
- 北海道ガス株式会社「スマートリモコン」（ガスセントラルヒーティングシステムと連携可能な家庭用リモコン / 2017年）
- 株式会社ミナミ技研「IBRASS」（iPhone用アナログスピーカー / 2016年）
- 株式会社Studio仕組「KUNISUKE 國助」（400年の技を継承する現代刀匠が監修する最高級包丁 / 2016年）
- 株式会社Studio仕組「CHIRIHAGANE -鏤鋼-」（日本刀から生まれたジュエリー / 2016年）
- 株式会社ハグ・オザワ「SFACE」（アイウェアブランド / 2016年）
- 株式会社Studio仕組、株式会社カブク「撥漆」（漆と3Dプリントのデザインが融合した酒器セット / 2015年）
- 坂田鉄工所「TOROCCO」（高耐荷重コンパクト平台車 / 2015年）
- JFKO「空手全日本大会メダル」（JFKO第3回全日本フルコンタクト空手道選手権大会受賞メダル / 2015年・2016年）
- 茅ヶ崎市「trophy」（ホノルル市と茅ヶ崎市の姉妹都市締結寄贈トロフィー / 2015年）
- JUMP UP JAPAN「SPRING JEWELRY」（バネを用いたジュエリーブランド / 2014年）
- 株式会社モールドテック、株式会社Qulead、五光発條株式会社「factionery」（町工場ステーショナリーブランド / 2014年）
- パナソニック株式会社
  - 「CF-C2」（堅牢コンバーチブルPC）
  - 「CF-31」（堅牢ラップトップPC）
  - 「CF-J9」（堅牢ラップトップPC）
  - 「PT-LB1」（液晶プロジェクター）
  - 「PT-LB80NT」（液晶プロジェクター）
  - 「PT-AE1000E」（液晶プロジェクター）
  - 「BF-AL01」（LEDライト）

## 講演・登壇・展示会
- 株式会社ニチレイ デザイン講演会「"隠された願望、デザインで解き明かす"」（2023年）
- 江東区主催「江東ブランド」ウェビナー（2021年）
- MILAN DESIGN WEEK 2019「IKIMONO」（2019年）[39]
- Design For Asia 「DFA Design for Asia Awards 2019 – Winner Sharing and Exhibition in Tokyo」（2019年）
- エイトブランディングデザイン「クリエイティブナイト第43回『ひとりひとりの“痛み”を解決するデザインの生み出し方』」（2019年）[40][41]
- DESIGNART TOKYO 2019「YOKOHAMA MAKERS VILLAGE collection 2019 / 西村 ひろあき」（2019年）[42]
- 第111回かわさき起業家オーディション 最終選考会 基調講演「新規事業のための“1を0”にするデザイン思考」（2018年）[43]
- Autodesk University Japan 2018「Fusion 360を用いた医療用ウェアラブルチェア_archelisデザイン」（2018年）[44]
- HEART CATCH Inc.「西村真里子の“テック＆パーティー！” Vol.7」（2018年）[45]
- かながわ・スタートアップ・ガイダンス第5弾 「新規事業のための“1を0”にするデザイン思考」（2017年）[46]
- MOV市vol.3－Neighborland『西村拓紀のコ・クリエーション展』 by Hiroaki Nishimura（2016年）[47]
- schoo「ものづくりの現場から、新しい価値のつくりかたを学ぶ」（2014年）[48]

## 書籍掲載
- 武蔵野美術大学『MAUREKA（マウリカ）』（ＪＲ東日本ウォータービジネス自動販売機/2022.2023.2024年）
- pen2021_1月号(スマートティーポットteplo/2021年)
- VOGUE JAPAN2020.12月号　(スマートティーポットteplo/2020年)

## テレビ出演
- TBS「がっちりマンデー!!」(スマートティーポットteplo/2021年)
- BSテレ東「世界を変える起業家たち【Ｅａｒｔｈｓｈｏｔ／アースショット】(スマートティーポットteplo/2021年)
- テレビ朝日「裸の少年」　（高級耳かきzig/2021年）